# 19300 Xinglong
19300 Xinglong è un asteroide della fascia principale. Scoperto nel 1996, presenta un'orbita caratterizzata da un semiasse maggiore pari a 2,295967 UA e da un'eccentricità di 0,064345, inclinata di 7,954904° rispetto all'eclittica. Ha un diametro di 4,253 km e un periodo di rotazione di 17,14 ore.
Prende il nome dalla contea cinese di Xinglong, nella provincia di Hebei.